# Висока Мала
Висока Мала (пол. Wysoka Mała, нім. Klein Wissek) — село в Польщі, у гміні Висока Пільського повіту Великопольського воєводства.
Населення — 365 осіб (2011).
У 1975-1998 роках село належало до Пільського воєводства.

## Демографія
Демографічна структура станом на 31 березня 2011 року:
|          | Загалом | Допрацездатний вік | Працездатний вік | Постпрацездатний вік |
| -------- | ------- | ------------------ | ---------------- | -------------------- |
| Чоловіки | 200     | 46                 | 137              | 17                   |
| Жінки    | 165     | 30                 | 98               | 37                   |
| Разом    | 365     | 76                 | 235              | 54                   |